# 临桂镇
临桂镇，是中华人民共和国广西壮族自治区桂林市临桂区下辖的一个镇。

## 行政区划
临桂镇下辖以下地区：
金水社区、榕山社区、虎山社区、大律村、二塘村、兰塘村、秧塘村、水口村、独峰村、花堽村、凤凰村、上全村、天华村、麒麟村、灵山村、塔山村、乐和村、庙岭村和沙塘村。